# Utricularia guyanensis
Utricularia guyanensis es una especie de planta carnívora de pequeño tamaño, perenne, de hábito terrestre que pertenece a la familia Lentibulariaceae. Es el único miembro de Utricularia sect. Stylotheca. 

## Descripción
Es una planta perenne, de hábito terrestre. Las hojas subuladas, de hasta 2 cm de largo y 0.3–0.4 mm de ancho. Las inflorescencias en racimos de 5–30 cm de largo, pedicelos 0.5–1 mm de largo; lobos del cáliz subiguales, ovados, de 2 mm de largo; corola ca 5 mm de largo, amarillo brillante. El fruto es una cápsula elipsoide, de 1.5 mm de largo, con el estilo largo y persistente, ventralmente 1-valvada.

## Distribución y hábitat
U. guyanensis en originaria de Centroamérica (Honduras y Nicaragua) y Sudamérica (Brasil, Guayana Francesa, Guyana, Surinam, y Venezuela). Crece con hábito terrestre en las sabanas arenosas húmedas o mojadas en altitudes más bajas, pero hasta 1.100 metros en el Estado de Bolívar. Se ha recolectado en flor entre enero y noviembre.

## Taxonomía
Utricularia guyanensis fue descrita por Alphonse Pyrame de Candolle y publicado en Prodromus Systematis Naturalis Regni Vegetabilis 8: 11–12. 1844.
Etimología
Utricularia: nombre genérico que deriva de la palabra latina utriculus, lo que significa "pequeña botella o frasco de cuero".
guyanensis: epíteto geográfico que alude a su localización en Guyana. 
Sinonimia
- Utricularia peckii S.F. Blake
- Utricularia rubricaulis Tutin	[4]